# Lake Tapps
Lake Tapps ist ein 1911 von Puget Sound Energy (PSE) künstlich geschaffener Stausee in Pierce County, Washington. 
Bis 2004 erzeugte PSE Strom im Dieringer Powerhouse. Das Wasserkraftwerk wurde durch einen Kanal von der Westseite des Lake Tapps gespeist und ca. 32 km flussabwärts dem White River zugeführt.
Ein Stauwerk im Südosten nahe Buckley leitet einen Teil des White Rivers über das Printz Basin in Lake Tapps um.  
Im Jahr 2009 wurde der See von PSE an die Cascade Water Alliance verkauft. Die Cascade Water Alliance besteht aus den fünf Städten Bellevue, Issaquah, Kirkland, Redmond, Tukwila und den zwei Water Districts Sammamish Plateau Water and Sewer District und Skyway Water and Sewer District. Über 20.000 Betriebe und fast 350.000 Einwohner werden von der Cascade Water Alliance mit Trinkwasser versorgt.

## Ökologie
In Lake Tapps sind folgende Fischarten zu finden:
- Pomoxis nigromaculatus
- Forellenbarsch
- Schwarzbarsch
- Esox masquinongy × Esox lucius
- Amerikanischer Flussbarsch